# 模鼠兔属
模鼠兔属（学名：Mimotona）是一种生活在古新世中国的啮齿动物。 是迄今为止发现的最早的兔形动物。

## 物种
- 北方模鼠兔 Mimotona borealis
- 李氏模鼠兔 Mimotona lii
- 强壮模鼠兔 Mimotona robusta
- 安徽模鼠兔 Mimotona wana

## 大众文化
2023年中央广播电视总台春节联欢晚会吉祥物“兔圆圆”原型来自“安徽模鼠兔”，尽管其形象更接近兔科物种。